# Kapacitet (järnväg)
Kapaciteten hos en järnväg är storleken på förmågan att transportera personer och gods med tåg på en viss bana. Bankapaciteten kan mätas med olika mått. Trafikverket definierar kapacitet som "transportsystemets förmåga att hantera efterfrågade volymer av resor och transporter". Trafikverket redovisar årligen kapacitetsutnyttjanden i procent. Den verkliga tågtrafiken på respektive sträcka jämförs med den maximalt möjliga trafiken med den tekniska standard som banan haft under mätperioden. Den maximalt möjliga trafiken påverkas mycket kraftigt av om banan är ett dubbelspår och annan teknik vilket gör att det finns sträckor med kapacitetsproblem på många ställen i landet, inte bara nära storstäderna och längs de mest trafikerade linjerna.

## Historik
Allt sedan järnvägens barndom har investeringarnas storlek gjort att man noga tvingats väga nyttan av en planerad investering mot dess kostnad. Långsiktighet förefaller ofta ha satts på undantag eftersom intäkter och eventuella vinster ackumuleras långsamt. Man har fått ta ställning till vilka laster som ska klaras, antalet turer som ska köras mm. Detta har sedan påverkat beslut om rälsvikt, spårvidd, lokomotiv, vagnpark, samt banans dragning så att stigningarna ej blir för stora för den påtänkta driften.
En långtgående standardisering under 1900-talet har syftat till att underlätta och stimulera längre transporter. Denna standardisering har omfattat begrepp som:
- normalspårvidd
- standardkoppel
- STAX - största tillåtna axelvikt
- STH - största tillåtna hastighet

I början av 2000-talet ökade järnvägens marknadsandelar i Sverige vilket gjorde att flaskhalsar uppstod med förseningar och dålig kundtillfredsställelse som följd. Dessutom skedde en avreglering vilket ledde till prioriteringskonflikter mellan operatörer i kampen om tåglägen. Fokus hamnade då på dels kortsiktiga metoder för kapacitetsökningar, så att fler tåglägen skulle rymmas på redan befintliga banor, dels på nyinvesteringar i nya banor (ofta höghastighetsbanor).

## Problem
Många önskemål är motstridiga. Några exempel:
- Mera resenärer och gods på tågen men även tätare turer. Om tågen är dubbelt så långa klarar de dubbelt så mycket utan att trängseln på spåren ökar. Bankapaciteten dubbleras. Om man däremot dubblerar antalet avgångar blir tågen halverade och dubbelt så mycket utrymme krävs i tidtabellen. Detta har fördelen att passagerarna har lättare att hitta passande avgångar vilket minskar den upplevda restiden.
- Högre hastighet på persontåg ökar antalet resenärer och ökad godstrafik på järnväg skulle skona miljön. Men persontåg går mycket fortare än godståg och säkerheten kräver att tåg inte kommer för nära varandra. Omkörningar/möten måste ske med stora marginaler. Tåglägena blir då glesare vilket minskar banans kapacitet. Det blir enklare om persontåg och godståg kan gå på olika banor med var sin rytm. Lokaltåg stannar ofta och får då lägre medelhastighet och hindrar snabbare persontåg. Om omkörning görs på en station där det finns fler spår, blir det dock en fördröjning på lokaltåget.  (Eftersom tågen behöver gå med minst 2-3 minuters avstånd, måste det omkörda tåget vänta på platsen i ungefär 5 minuter.)
- Konkurrensen med flyget gör att man vill ha tåg med få stopp på de långa distanserna, till exempel Stockholm - Göteborg. Konkurrensen med bilarna gör att man vill satsa på pendeltåg och regionaltåg med stopp på tätorter som passeras. Blandningen av snabba tåg utan stopp med halvsnabba tåg med många stopp ger behov av marginaler för omkörningar och möten så även här minskar kapaciteten.
- Täta tåglägen ger effektivt utnyttjande och är bra när det går bra. En sent tåg kan dock bli svårt att få in vid en ny oplanerad tidpunkt. Då blir annan trafik påverkad och många resenärer försenade. Det blir nödvändigt att ha reserver mellan tåglägena vilket minskar kapaciteten.

## Metoder för att öka en banas kapacitet
- Kortare block i säkerhetssystemet, så att tåglägena kan läggas tätare och konvoj-trafik underlättas. Se säkerhetssystem och fjärrblockering. Samtidigt måste kraftförsörjningen förbättras. 
  - Konvojer på enkelspår innebär att den andra riktningen blir mer eller mindre ofarbar. Man kör alltså en riktning i taget. Eftersom man inte vill  låta persontåg vänta länge, kan konvojkörning komma ifråga bara under tider då huvudsakligen godståg trafikerar banan.
- Höja tillgängligheten på banans komponenter så att risken för fel och/eller tiden för uppkomna stillestånd minskas. I Sverige 2009[källa behövs] dominerar felen på kontaktledningar och på signalsystemen.
- Eliminera risken för väderstörningar.
  - Träd som vid storm kan falla över spår, eller kontaktledning, tas bort.
  - Höjd kapacitet för snöröjning
  - Höjd kapacitet för avisning av växlar.
  - Motverka solkurvor.
  - Tätare kontroll av att kulvertar, för regn- och smältvatten, under banvallen är rensade.
- Längre tåg. I USA och Australien har man godståg som är över 3 km långa. I Sverige har man valt målet 750 meter. Om man hade valt 1000 meter istället, så hade 40%[2][förtydliga] mer kapacitet för godståg vunnits. Längre tåg kräver:
  - Längre mötesplatser.
  - Åtgärder för att hantera påkänningar i kopplen (se koppel) samt för att motverka problem med tiden för bromstillsättning.
    - För godståg kan exempelvis radiostyrda bromsventiler på sista vagnen (end-of-train-devices) hjälpa, se broms.
    - För persontåg är problemen mindre, eftersom de oftast har motorvagnar, elektriska bromsar och automatkoppel i tågsättens ändar.

  - Längre plattformar (om även persontåg ska förlängas).
- Tyngre godståg med högre axeltryck - kräver i många fall kostsamma förstärkningar av banvall, broar och liknande. 
  - Tyngre godståg blir långsammare och får längre startsträckor. Det ökar störningar på persontrafiken. I USA och Australien är ofta persontågen långsamma och andra transportmedel föredras där ofta.
- Ökad hastighet hos de långsammaste tågen. Kurvor rätas ut och doseras bättre. Se gångegenskaper och kurvradie.
- Simulering av tidtabeller. Det finns särskilda simulatorer där en mängd parametrar kan anges och konsekvenserna av olika alternativ analyseras.

### Enkelspårig bana
- Signalsystem som tillåter att två tåg kör in samtidigt på en mötesplats. Äldre mötesplatser saknar skyddssträckor, skyddsväxlar och ställverk för att tillåta samtidig infart.
- Optimerad placering av mötesplatser för att minska väntetiderna vid möten och göra tätare tåglägen möjliga.
  - Mötesplatserna bör förläggas med jämna avstånd.
  - Om möjligt bör mötesplatserna kombineras med stationer där passagerare kan stiga av/på medan tåget ändå inväntar ett möte.
- Mötesplatserna kan byggas ut till tre spår, vilket underlättar konvojtrafik och minskar dominoeffekten av förseningar på enkelspåriga banor.
- "Flygande möten" kan bli möjliga om enstaka mötesplatser utformas som, exempelvis 10 km, långa dubbelspår där tågen i normalfallet kan mötas utan att stanna helt. Om ett tåg är försenat försvinner dock fördelen (det tåg som är i tid måste då ändå invänta vid dubbelspårets slut).
- Längre och tyngre godståg kan ge färre godståg givet en viss transportvolym. Längre godståg kräver längre mötesstationer på en enkelspårsbana.

### Dubbelspår
Dubbelspår ökar kapaciteten till långt mer än det dubbla genom att stopp och väntetider för tågmöten elimineras. En viktig fördel är att konsekvenserna vid stopp lindras genom tillfällig enkelspårskörning och att underhållsarbeten underlättas. 
Utbyggnad till dubbelspår är avsevärt dyrare om utbyggnaden ej planerats från början: Tomtmark är ej reserverad, broar och tunnlar feldimensionerade och störningar sker under byggnadstiden. 
För att öka kapaciteten på befintliga dubbelspår kan man:
- Göra avstånden mellan kryssväxlar kortare, för att möjliggöra omkörningar och underlätta enkelspårstrafik vid störningar och underhåll.
- Omkörningsspår, partiellt trespår, i första hand för omkörning av godståg vars genomsnittsfart är lägre. Omkörningsmöjlighet av lokaltåg bör helst göras med ett långt omkörningsspår som inkluderar minst två stationer, annars fördröjs lokaltåget vid omkörning.
- "Virtuella dubbelspår"
  - Enkelrikta enspåriga banor som har parallella huvudriktningar. Till exempel låta norra stambanan ta norrgående godståg och Botniabanan sydgående. Därigenom undviks tågmöten och täta block ger täta tåglägen. Detta kräver två banor. Att köra en riktning i taget gör banan tidvis oframkomlig i ena riktningen, vilket inte är acceptabelt för persontåg, möjligen om bara nattåg går.
  - Separera godståg och persontåg på banor som har parallella huvudriktningar. Man undviker då omkörningar som sänker kapaciteten.

### Fyrspår
Fyrspår används i tätbefolkade regioner med blandning av fjärrtrafik utan uppehåll, lokaltrafik med täta stopp och/eller godstrafik.
- Snabba tåg kan enkelt köra om långsamma tåg.
- Kräver mer mark (mittremsan måste dessutom vara bredare). Mark är dyrt i tätbebyggda områden, och fyrspårsbygge lär kräva husrivningar.
- Kräver i regel bryggor för kontaktledningarna.

## Riktvärden
Några exempel:
- 1 tåg/timme/riktning, enkelspår där man har fjärrtåg. Tätare vill man helst inte ha annat än på kortare sträckor.
- 2 tåg/timme/riktning, enkelspår med en mil mellan mötesplatser. Varje tåg möter ett annat tåg varje kvart, vilket skapar låg medelfart och stor förseningsrisk.
- 4 tåg/timme/riktning, beräknat[3] maximum för enkelspår med en mil mellan mötesplatserna och maxhastigheten 200 km/h.
- 10 tåg/timme/riktning, dubbelspår, till exempel Västra stambanan med blandad trafik. Sena, snabba tåg hamnar ofta bakom godståg eller lokaltåg och blir mer sena.
- 12 tåg/timme/riktning, dubbelspår, till exempel höghastighetsbanor som bara har snabba fjärrtåg samt varken lokaltåg eller godståg. Det fungerar normalt bra.
- 25 tåg/timme/riktning, dubbelspår, till exempel Getingmidjan i Stockholm och Oslotunneln. Maximalt möjligt på järnväg. Inga godståg i rusningstrafik, blandade persontåg som alla får gå i samma låga hastighet.
- 40 tåg/timme/riktning, dubbelspår, förekommer på vissa tunnelbanor. Tågavgång var 90:e sekund. Eftersom ett tåg står stilla 20-30 sekunder och det tar runt 20 sekunder ytterligare att lämna stationen och 20 sekunder att ankomma, så tar inte många sekunder från ett tåg lämnat en station tills nästa kommer. Mycket förseningskänsligt. I Stockholm är högsta siffran 30 tåg/timme/riktning.
- 50 tåg/timme/riktning, fyrspår. I Köpenhamn går det så många tåg (varav 30 på de tunnelbaneliknande S-tågspåren).